# Roermond
Roermond (phát âmⓘ) (phiên âm tiếng Việt: Rê-en-mon; Limburgish: Remunj) là một thành phố, đô thị ở phía đông nam Hà Lan.
Thành phố Roermond trong lịch sử là một thành phố quan trọng, nằm bên bờ đông sông Maas (Meuse).
Roermond tọa lạc ở trung bộ tỉnh Limburg, giáp sông Maas về phía tây và Đức về phía đông.

### Các trung tâm dân cư
Đô thị Roermond bao gồm các trung tâm dân cư:
- Roermond
- Maasniel
- Leeuwen
- Asenray
- Herten
- Merum
- Ool
- Swalmen (từ 2007)
- Boukoul (từ 2007)
- Asselt (từ 2007)

## Cư dân nổi tiếng
- Johannes Murmellius (khoảng 1480-1517)
- Pierre Cuypers (1827-1921), kiến trúc sư
- Louis Raemaekers (1869-1956), họa sĩ
- Charles Ruijs de Beerenbrouck (1873-1936), thủ tướng Hà Lan
- Louis Beel (1902-1977), thủ tướng Hà Lan
- Jo Cals (1914-1971), thủ tướng Hà Lan
- Marleen Gorris (sinh năm 1948), đạo diễn phim
- Anna Wood (sinh năm 1966), kayaker
- Rogier Wassen (sinh năm 1976), tuyển thủ tennis
- Harrie Gommans (sinh năm 1983), cầu thủ bóng đá
- Rico Vonck (sinh năm 1987), tuyển thủ phi tiêu